# NGC 1058

NGC 1058

NGC 1058 هو مجرة زايفرت من نوع 2 في مجموعة NGC 1023 تقع في كوكبة حامل رأس الغول (كوكبة). يبعد حوالي 27.4 مليون سنة ضوئية من الأرض ويبلغ حجمها الظاهري 11.82. وهو ينحسر عن الأرض عند 518 كيلومترا في الثانية (322 ميل / ثانية)، و 629 كيلومترا في الثانية (391 ميل / ثانية) بالنسبة إلى درب التبانة.

## وصلات خارجية
- NGC 1058 على موقع ويكي سكاي: DSS2, SDSS, GALEX, IRAS, Hydrogen α, X-Ray, Astrophoto, Sky Map, Articles and images